# Guido Grimod
Guido Grimod (Aosta, 1951) és un polític valldostà. Fill d'agricultors, es llicencià en lletres modernes a la Universitat de Savoia de Chambéry, i el 1975 treballà a la Biblioteca Regional d'Aosta. El 1985 fou escollit regidor d'Aosta per Unió Valldostana, on fou assessor d'instrucció pública i cultura. Alhora, fou responsable de Jeunesse Valdôtaine i del 1989 al 1993 fou secretari d'Unió Valldostana. Fou reescollit com a regidor el 1990 i el 1995, i finalment el 2000 fou nomenat alcalde d'Aosta, càrrec en el qual fou reescollit el 2005 fins 2010. En 2015 fou nomenat president de l'APS (Azienda pubblici servizi) del municipi d'Aosta. En 2017 es va veure implicat amb altres consellers regionals en una acusació de finançament il·lícit del partit, però finalment fou absolt.